# Guerra civile in Sri Lanka
La guerra civile in Sri Lanka fu un conflitto che vide scontrarsi in modo intermittente dal 23 luglio 1983 fino al 2009 il Movimento Tigri di Liberazione del Tamil Eelam (LTTE), guidato da Velupillai Prabhakaran e il governo dello Sri Lanka. Si stima che il conflitto, durato 25 anni, abbia causato la morte di 80 000-100 000 persone.

## Sinossi generale
Le Tigri Tamil è stato un gruppo militare separatista,  che ha combattuto per la creazione di uno Stato indipendente nel nord e nell'est dell'isola dello Sri Lanka chiamato Tamil Eelam. Questo gruppo separatista si è reso spesso responsabile di attentati nei confronti della popolazione civile, sia di etnia singalese che tamil, facendo anche uso di attacchi suicidi. Considerata una delle organizzazioni più atroci, anche per via dei molti bambini tamil reclutati e addestrati al combattimento, in alcuni casi uccisi dagli stessi terroristi in modo che il governo venisse accusato di compiere atti barbarici nei confronti dei civili.
Le spese militari hanno causato un rilevante danno per l'economia del paese. Nel 2002 fu mediato un accordo di cessate il fuoco, grazie alla mediazione norvegese, ma l'elezione nel 2005 di un presidente ultra-nazionalista Mahinda Rajapaksha, mise a rischio il processo di pace. Ad inizio del 2008 il processo di pace venne interrotto unilateralmente dal Governo dello Sri Lanka, che rischiò un serio arresto del processo di risoluzione politica al conflitto. Nel 2009, con le milizie indipendentiste sbaragliate, la pace fu ristabilita sotto il governo di Mahinda Rajapaksha.
Successivamente vennero attivati programmi di ripopolamento nel nord della Nazione per garantire un'equa distribuzione tra tamil e singalesi.

### Il nuovo fronte nel 2009
Il 23 novembre 2008 le truppe del governo cingalese attaccano a sorpresa la città e roccaforte Tamil di Kilinochchi, dando vita all'omonima battaglia. Il conflitto inizia con un'azione di riconquista di tutta la zona di Jaffna. L'azione ha successo, poiché il 2 gennaio 2009 l'intera area occupata illegalmente per anni dalle Tigri Tamil passa in mani del governo cingalese, ad eccezione della città di Mullaivitu e della giungla circostante, ancora quartier generale del LTTE. Gli sfollati sono molti, e le ONG espressero il rischio di un possibile isolamento della popolazione civile Tamil, che poteva avere conseguenze gravi per quanto riguarda la mancanza di viveri e di epidemie. Il 25 gennaio 2009 le truppe dello Sri Lanka entrano a Mullaivitu ed ingaggiano un'aspra battaglia con i ribelli LTTE. In un solo giorno le truppe governative hanno la meglio, riuscendo ad entrare in città. Alle Tigri Tamil rimangono le basi nella giungla. Ma nel marzo 2009, nonostante la creazione di molti corridoi umanitari aperti dal governo dello Sri Lanka per consentire il salvataggio di vittime innocenti, fonti ONU sottolineano come in realtà ci siano ancora state numerose vittime. Tra il 10 marzo 2009 ed l'11 marzo 2009, svariati attentati suicidi fanno 14 morti tra i civili singalesi.
Nei due mesi successivi, più volte le Nazioni Unite chiesero a gran voce una tregua per fermare il disastro umanitario, ma il Governo dello Sri Lanka voleva sconfiggere definitivamente l'LTTE, limitandosi a creare corridoi di fuga e umanitari. Nonostante ciò, le vittime civili continuavano ad aumentare: in due mesi, secondo fonti ONU, si giuse a 6 500. Il 26 aprile 2009, stremati dalle azioni governative, gli esponenti del Tamil Eelam dichiararono tregua unilaterale. Ma l'esercito non si fermò, e il 10 maggio 2009 eliminò altre 378 persone, sia militari che civili.
La fine del conflitto avvenne dopo 25 anni il 17 maggio 2009, quando le Tigri Tamil si trovarono irrimediabilmente accerchiate durante uno dei numerosi scontri con l'esercito e si arresero. Il giorno successivo, 18 maggio 2009, il leader e fondatore delle Tigri Velupillai Prabhakaran fu ucciso in un'imboscata organizzata da soldati governativi. Il numero delle vittime totali della guerra si stima essere non inferiore alle 80 000. A tale proposito alcuni servizi giornalistici hanno sottolineato il fatto che durante questo conflitto le forze regolari singalesi hanno giustiziato numerosi prigionieri di etnia tamil. Durante e dopo la guerra avvenne una grande diaspora da parte della popolazione Tamil simpatizzante per le tigri LTTE molti dei quali non vennero più accettati nello Sri Lanka, a causa delle loro idee a favore della guerra. Molti di loro, comunque, occuparono posizioni di rilievo all'estero, soprattutto in ambito mediatico.

### Fine del conflitto
Il 16 maggio 2009 lo Sri Lanka dichiara vinta la guerra e il giorno successivo le tigri Tamil dichiarano la loro sconfitta. Il 5 agosto 2009 Selvarasa Pathmanathan, il nuovo capo degli LTTE, viene arrestato in Thailandia.